# Baumschlager Eberle
Baumschlager Eberle Architekten ist ein internationales Architekturbüro mit Büros unter anderem in Österreich, Deutschland, Schweiz, Frankreich, Vietnam und China. Gegründet wurde das Büro 1985 in Vorarlberg, Österreich.

## Geschichte
Im Jahr 1985 gründete Dietmar Eberle gemeinsam mit Carlo Baumschlager das Architekturbüro Baumschlager Eberle in Vorarlberg, Österreich. In den ersten fünfzehn Jahren lag der Schwerpunkt der Arbeit von Baumschlager Eberle im zeitgenössischen Wohnungsbau.
Zunächst mit Schwerpunkt in der Region Vorarlberg, realisieren sie ab 1995 auch öffentliche Gebäude wie den Gemeindesaal in Mäder, Österreich (1995), die Zentrale der Firma Saeco in Lustenau bei Bregenz, Österreich, (1998), das Pfarrheim in Satteins, Österreich (1996), der Gewerbepark Achpark in Lauterach, Österreich, (1998) und das Stadthotel Martinspark in Dornbirn, Österreich (1996). Neben dem Gründungsbüro in Lochau bei Bregenz, Österreich, entsteht 1999 eine erste Dependance in Vaduz, Liechtenstein. 2001 kommt in Wien, Österreich, ein weiterer Bürostandort hinzu. Es folgten sukzessive Bürogründungen in St. Gallen (2006), Zürich (2007), Hongkong (2008) und Berlin (2010).
1999 wurde Dietmar Eberle als ordentlicher Professor für Architektur und Entwerfen an die ETH Zürich berufen. Carlo Baumschlager schied 2010 aus dem Büro aus. Mit fortschreitender Internationalisierung folgen weitere Bürogründungen in Hanoi (2011), Paris (2012), Hamburg (2013), Krakau (PL), Saigon (2015) und Shanghai (2016).

## Werk
Baumschlager Eberle zählt zu den Mitbegründern der Vorarlberger Baukünstler. Bis heute realisierte das Büro mehr als 400 Bauten. Zu den Großprojekten aus jüngster Zeit zählen das Krankenhaus AZ Groeninge im belgischen Kortrijk, das Universitätsgebäude "La Maison du Savoir" im luxemburgischen Esch-sur Alzette (2015), und der Neubau des Justizpalastes in der Nordfranzösischen Stadt Caen (2015).

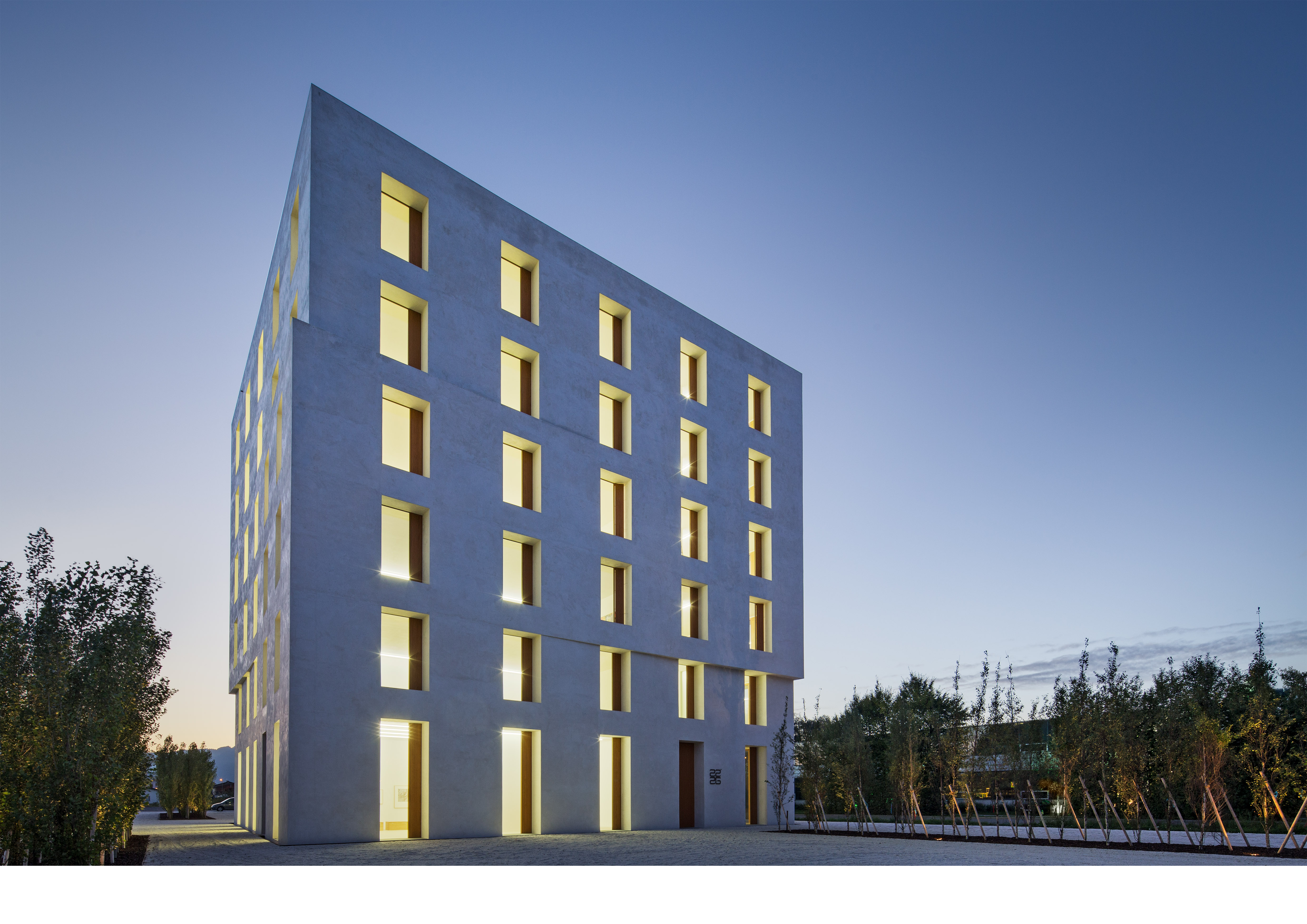
Bürogebäude in Lustenau, Österreich, 2013
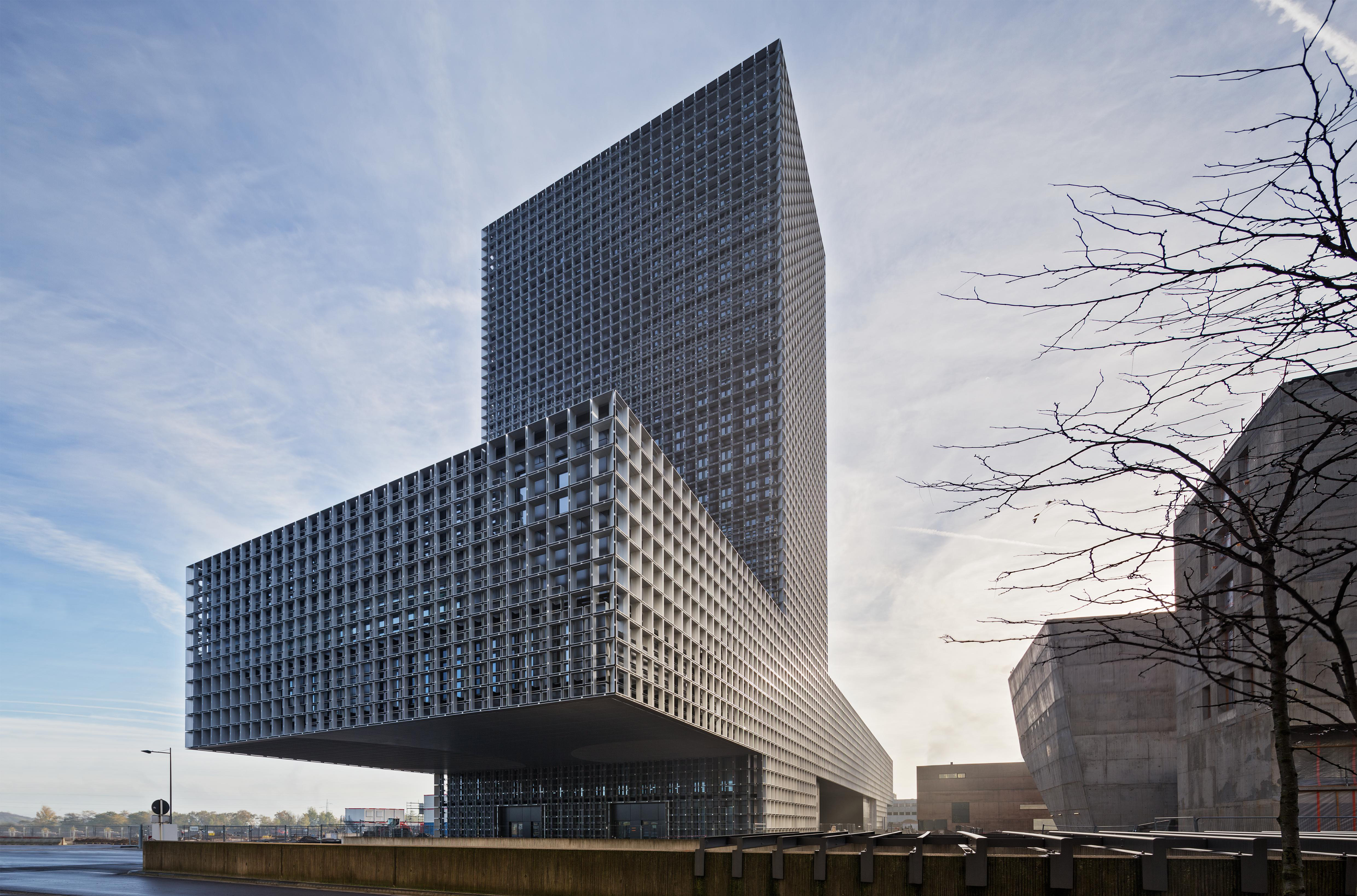
La Maison du Savoir, Universität Luxemburg in Esch-sur-Alzette, Luxemburg, 2015
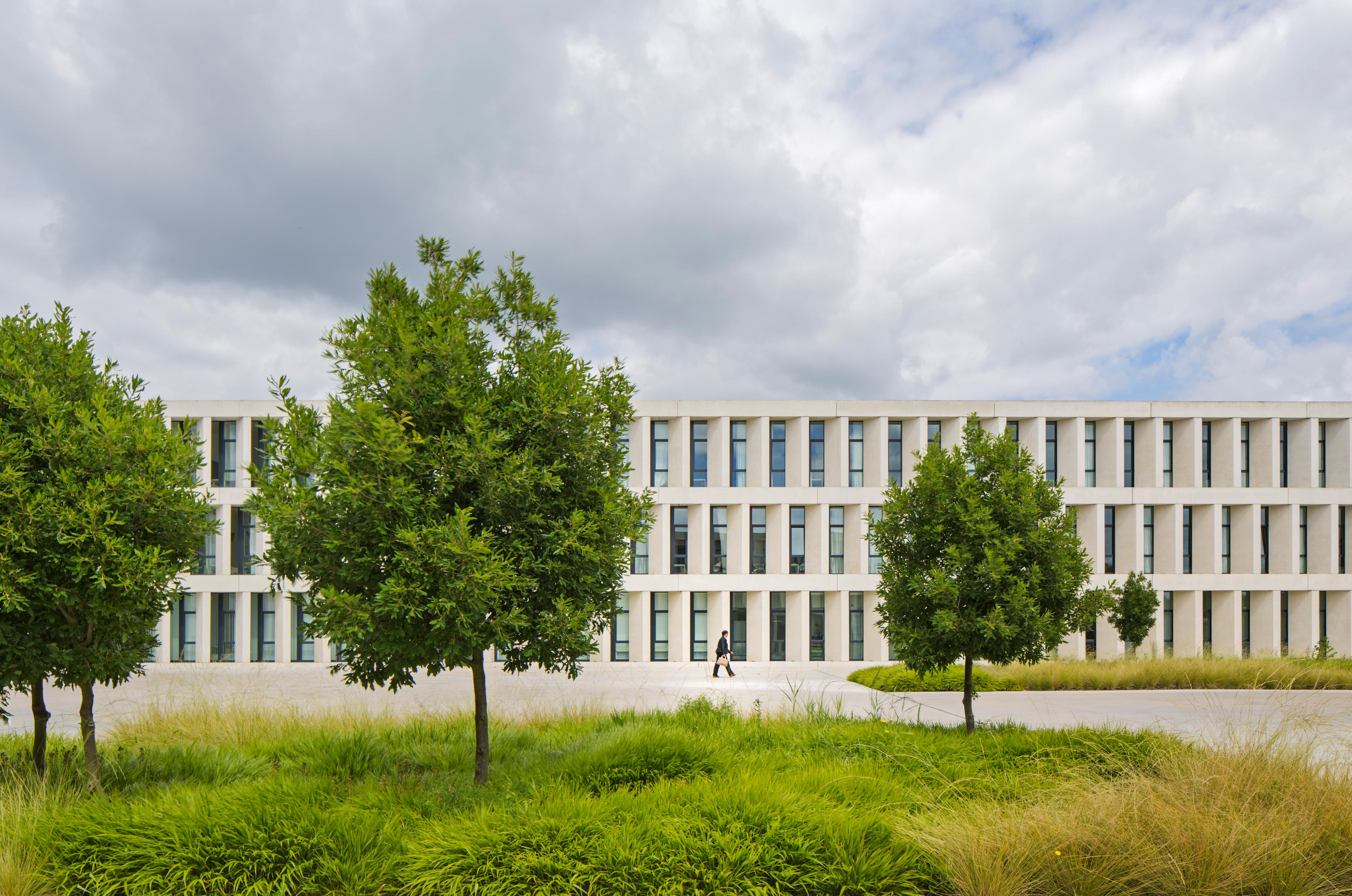
Krankenhaus AZ Groeninge in Kortrijk, Belgien, 2017

## Realisierungen (Auswahl)
- Erweiterungsbau Höhere Technische Lehranstalt Bregenz, 1990–1997
- Hotel Martinspark, Dornbirn, 1995
- Wohnhaus Ententeich in Zürich (Schweiz)
- Mehrere Hochhäusern in Peking (China), Fertigstellung 2005
- Bürogebäude der WHO/UNAIDS in Genf (Schweiz), Fertigstellung 2005
- Siedlung Ruggächern in Zürich (Schweiz), Fertigstellung 2006
- Trainingszentrum und Bürogebäude der Hilti AG in Vaduz (Liechtenstein), Fertigstellung 2006
- Cornlofts Šaldova, Wohnbebauung in Prag (Tschechien), Fertigstellung 2007
- Wohnturm in ’s-Hertogenbosch (Niederlande), Fertigstellung 2007
- Villa Menti-Wohnanlage in Feldkirch (Österreich)
- Lohbach-Wohnanlage in Innsbruck (Österreich)
- Bürogebäude Davidstrasse in St. Gallen (Schweiz)
- Bürogebäude Münchener Rück, München (Deutschland)
- Terminal 1A am Flughafen Wien (Österreich), Fertigstellung 2005
- Solids im neuen Stadtteil IJburg in Amsterdam (Niederlande), Fertigstellung 2007
- Skylink, Erweiterung des Flughafens Wien (Österreich), Fertigstellung 2012
- E-Science Lab der ETH Zürich (Schweiz)
- Universität La cité des sciences in Belval (Luxemburg)
- Sanierung Landeskrankenhaus Bregenz (Österreich)
- Green Office Enjoy, Paris (Frankreich)

## Ausstellungen
- 2007–2008, Ausstellung in der Pinakothek der Moderne in München, 11. Oktober 2007–13. Januar 2008, Titel: Architektur, Menschen und Ressourcen. Baumschlager–Eberle 2002–2007